# 鎌田站
鎌田站（日语：／ Kamata eki */?）是位於日本愛媛縣松山市的鐵路車站，隸屬於伊予鐵道，車站編號為IY28。本站是是1960年代新建的通勤車站，也是郡中線內唯一全日沒有職員駐守的車站。路軌自土橋站起一直與多條縣道並行，長達3.5公里直至本站為止，及後車路和軌道會暫時分開行駛。
本站地處松山市南部邊沿位置，下行列車由本站出發，穿越重信川橋便會進入伊予郡松前町。

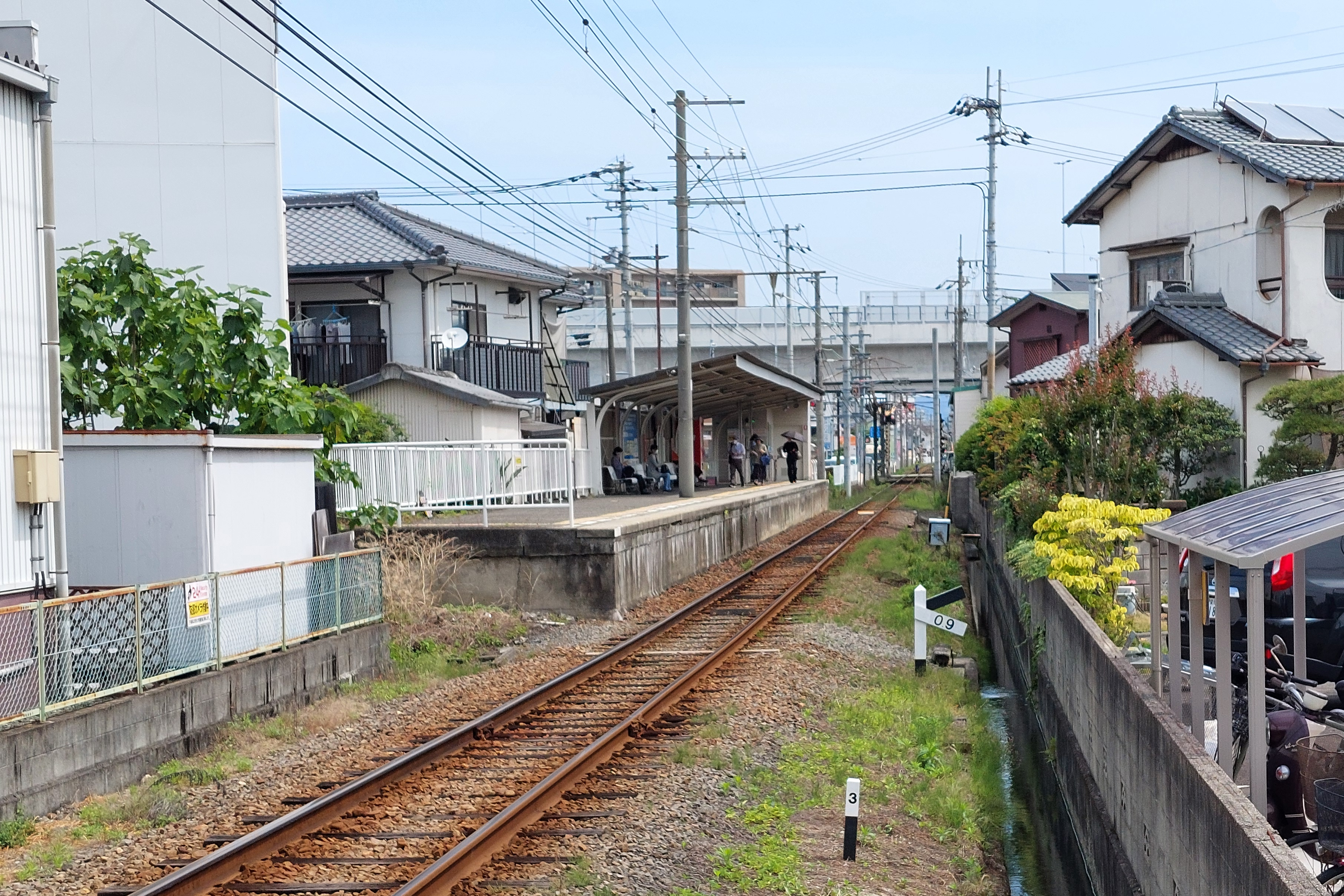
月台遠景（2024年5月）

## 車站結構
本站採用簡易車站模式，與橫河原線內的愛大醫學部南口站結構相約，本站沒有站房，車站出入口直接進入月台範圍，而在入口處設有附設服務櫃位的金屬售票小屋及自動售票機。本站過去曾是有人委託站，2008年因應古泉站進行車站改善工程後將職員調至該站，而將本站降格無人站，售票亭也隨之停止運作，旁邊為單車停泊場。
本站只設有側式月台1座，為列車不能交換車站，有效長度為3輛。2008年3月於車站入口的樓梯旁加裝了折返式無障礙斜道，出入口設於末端向余戶站方向。設施方面也較為簡單，只設有數張候車座椅、自動售賣機及約2輛車廂長度的月台上蓋。列車停靠時，上行往松山市為左側開門；下行往郡中港為右側開門。

### 月台配置
| 路線    | 方向 | 目的地           |
| ------- | ---- | ---------------- |
| ■郡中線 | 上行 | 松山市方向       |
| ■郡中線 | 下行 | 松前、郡中港方向 |

## 歷史
- 1967年2月15日：開業。
- 2008年：

- 3月：加設無障礙斜道。
- 9月1日：因古泉站昇格為有人站，本站降為無人站。

- 2025年3月18日：伊予鐵內所有郊外鐵道線均可使用ICOCA及全國交通系IC卡[6][7][8]。

## 相鄰車站
伊予鐵道
■ 郡中線
余戶（IY27）－鎌田（IY28）－岡田（IY29）

## 外部連結
- 伊予鐵道鎌田站公式網頁。